# New (álbum)
New (estilizado como NEW na capa) é o décimo sexto álbum de estúdio do cantor britânico Paul McCartney, lançado em 14 de outubro de 2013. É o seu primeiro trabalho de músicas inéditas desde Memory Almost Full (2007).
Produzido por Giles Martin e com colaboração de Mark Ronson, Ethan Johns e Paul Epworth, o disco contém canções de textura mais alegres, em relação aos seus lançamentos anteriores. Neste disco, o cantor decidiu trazer, sob uma ótica mais recente, o espírito dos Beatles sob sua obra solo.
New recebeu críticas positivas da mídia especializada, sendo considerado, por algumas revistas e portais de música, como um dos melhores álbuns da carreira solo de Paul McCartney. A revista Rolling Stone o pôs como o quarto melhor lançamento de 2013.

## Faixas[4]
| N.º | Título                | Duração |  |
| 1.  | "Save Us"             | 2:39    |  |
| 2.  | "Alligator"           | 3:27    |  |
| 3.  | "On My Way to Work"   | 3:43    |  |
| 4.  | "Queenie Eye"         | 3:48    |  |
| 5.  | "Early Days"          | 4:07    |  |
| 6.  | "New"                 | 2:56    |  |
| 7.  | "Appreciate"          | 4:28    |  |
| 8.  | "Everybody Out There" | 3:21    |  |
| 9.  | "Hosanna"             | 3:29    |  |
| 10. | "I Can Bet"           | 3:21    |  |
| 11. | "Looking at Her"      | 3:05    |  |
| 12. | "Road"                | 4:36    |  |

O álbum também conta com uma "Deluxe Edition" que vem com mais duas faixas "Turned Out" e "Get me Out of Here". Esta última conta com uma faixa oculta "Scared". E também a faixa Struggle (Japan Bonus Track).